# Drogoń zmiennobarwny
Drogoń zmiennobarwny (Poecilus versicolor) – gatunek chrząszcza z rodziny biegaczowatych i podrodziny dzierowatych. Zamieszkuje palearktyczną Eurazję. Eurytop preferujący tereny otwarte. Żeruje na drobnych bezkręgowcach, ale uzupełnia dietę roślinami.

## Taksonomia
Gatunek ten opisany został po raz pierwszy w 1763 roku przez Giovanniego Antonia Scopoliego pod nazwą Carabus metallicus. Za ważny uznaje się jednak epitet nadany mu w 1824 roku przez Jacoba Sturma w kombinacji Platysma versicolor.

## Morfologia
Chrząszcz o wydłużonym ciele długości od 8 do 12 mm, ubarwionym czarno z grzbietową stroną metalicznie purpurową (najczęściej), fioletową, miedzistą, zieloną, niebieską lub czarną, niekiedy dwubarwną, a ponadto z członami pierwszym i drugim czułków pomarańczowymi (czasami drugi jest przyczerniony). Człony czułków od pierwszego do trzeciego zaopatrzone są w ostre kile. Głowa ma gładkie, pozbawione punktowania lub punktowane delikatnie i niewyraźnie ciemię. Przedplecze jest najszersze za środkiem i ma brzegi boczne zaokrąglone ku małym i ostrym tylnym kątom, a rowki boczne wyraźnie, stopniowo w tylnej połowie rozszerzone i wypłaszczone, ostatecznie otwierające się w zewnętrzne dołki przypodstawowe. Punktowanie podstawy przedplecza, mniej rozległe, zwłaszcza pośrodkowo, niż w przypadku drogonia połyskliwego, poza dołkami przypodstawowymi bardzo delikatne i niewyraźne, a na przedzie przedplecza brak punktowania zupełnie. Pokrywy mają kąty barkowe z ząbkiem bardzo małym, ale wyraźnym w widoku grzbietowym i tylnym. Rzędy pokryw są wyraźnie wgłębione, punktowane. W międzyrzędzie trzecim występuje od dwóch do siedmiu (zwykle trzy) chetoporów (punktów szczecinkowych), z których przedni leży za ⅓, a zwykle za ½ długości, i z których niektóre położone są blisko drugiego rzędu. Poza tym od jednego do dwóch chetoporów dyskalnych znajduje się na międzyrzędach pierwszym, piątym i siódmym. Para chetoporów przytarczkowych występuje lub nie. Skrzydła tylnej pary są w pełni wykształcone. Odnóża cechują się stopami porośniętymi szczecinkami ciemniejszymi od pazurków, zwykle czarnymi, obecnymi także na spodzie ostatniego członu. Odnóża tylnej pary mają na wewnętrznych krawędziach goleni szereg od pięciu do siedmiu (rzadko ośmiu) ciemnych, zgrubiałych, krótkich szczecinek.

## Ekologia i występowanie

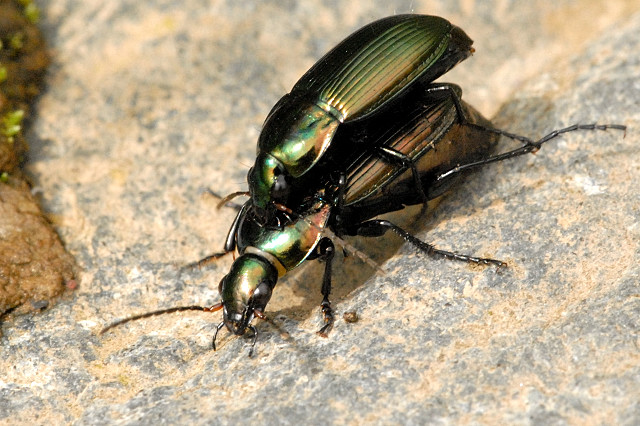
Kopulująca para

Owad rozmieszczony od nizin po góry, eurytopowy i heliofilny (słońcolubny). Zasiedla skąpo porośnięte roślinnością tereny otwarte, zarówno o podłożu suchym, jak i wilgotnym, w tym: łąki, pastwiska, polany, pobrzeża lasów, przesieki, pobrzeża wód, ugory, skraje pól uprawnych, miedze, drogi gruntowe, przydroża i przytorza. Postacie dorosłe aktywne są od wczesnej wiosny do późnej jesieni i stanowią stadium zimujące. Są semizoofagami, polującymi na drobne bezkręgowce, zwłaszcza larwy i ślimaki, ale uzupełniającymi dietę roślinami.
Gatunek palearktyczny. W Europie znany jest z Hiszpanii, Irlandii, Wielkiej Brytanii, Francji, Belgii, Holandii, Niemiec, Szwajcarii, Liechtensteinu, Austrii, Włoch, Danii, Szwecji, Norwegii, Finlandii, Estonii, Łotwy, Litwy, Polski, Czech, Słowacji, Węgier, Białorusi, Ukrainy, Mołdawii, Rumunii, Bułgarii, Słowenii, Chorwacji, Bośni i Hercegowiny, Serbii, Czarnogóry, Albanii, Macedonii Północnej, Grecji oraz europejskiej części Rosji. W Azji podawany jest z syberyjskiej i dalekowschodniej części Rosji, Kazachstanu, Chin i Japonii.